# Varaždin
Varaždin je grad u sjeverozapadnoj Hrvatskoj smješten uz obalu rijeke Drave, povijesno, kulturno, obrazovno, gospodarsko, sportsko i turističko središte Varaždinske županije, najstarije županije u Hrvatskoj. Nalazi se na raskrižju četiriju velikih, povijesnih regija: Štajerske, Zagorja, Međimurja i Podravine.
U povijesnim ga se izvorima na drugim jezicima nalazi u oblicima: njemački: Warasdin, mađarski: Varasd, latinski: Varasdinum.

## Gradska naselja
Varaždin, uz istoimeno naselje, obuhvaća i dodatnih 9 naselja u sastavu grada. To su:
- Črnec Biškupečki
- Donji Kućan
- Gojanec
- Gornji Kućan
- Hrašćica
- Jalkovec
- Kućan Marof
- Poljana Biškupečka
- Zbelava

## Zemljopisni položaj
Varaždin se nalazi na 16°20'33" istočne zemljopisne dužine i 46°18'29" sjeverne zemljopisne širine. Razvio se na rubnim dijelovima Panonske nizine alpskog sustava. Nadmorska visina varira između 169 i 173 m. Grad se nalazi u sjeverozapadnoj Hrvatskoj uz rijeku Dravu, u plodnoj aluvijalnoj ravnici koja se spušta prema Dravi u smjeru jugozapad-sjeveroistok. Prema jugu ravnica se lagano uzdiže u Haloze i Varaždinsko-topličku goru. Grad Varaždin se sa svojom prirodnom regijom nalazi na sjeverozapadu Hrvatske.
Grad se nalazi na vrlo važnom zemljopisnom području te se s pravom naziva "sjeverozapadnim vratima Hrvatske". Tu se nalazi još uvijek nedovoljno iskorišten "hrvatski koridor" Budimpešta – Zagreb – Rijeka, s prometnicama koje se odvajaju od istočnog alpskog puta i priključuju se na važnu europsku transverzalu.

## Promet
Prometno-geografski položaj Varaždina vrlo je povoljan jer se nalazi na čvorištu europskih cestovnih i željezničkih koridora: transverzalnog koji spaja srednje Podunavlje sa sjevernim Jadranom te longitudinalnog koji spaja istočne Alpe s donjom Podravinom.
Kroz područje Varaždinske županije prolaze strateški cestovni pravci Hrvatske, a to su europski pravci E65 i E71 Mađarska – Varaždin – Zagreb – Rijeka. Kroz Županiju prolazi 9 državnih cesta u duljini od 209 km koje su u dobrom tehničkom stanju, a najznačajnija je državna cesta D2, poznata kao Podravska magistrala, koja prolazi uzduž Županije.
Kroz područje Županije prolazi 91,751 km pruga, od kojih pruga R202 Varaždin – Koprivnica i pruga R201 Čakovec – Varaždin – Zaprešić – Zagreb čine pruge prvoga reda, dok je pruga L201 Varaždin – Golubovec pruga drugoga reda. Danas željeznička infrastruktura Varaždina zahtijeva ulaganja.
Na području Varaždinske županije postoji i Aerodrom Varaždin koji se danas koristi isključivo u sportske i rekreacijske svrhe.

## Klima
Klima u Varaždinu je umjereno kontinentalna.

## Stanovništvo
Županija obuhvaća sjeverozapadni dio Hrvatske i u zemljopisnom smislu pripada podravskom pojasu. Prostire se na površini od 1247 km2 na kojoj, prema popisu stanovništva iz 2021. godine, živi 160.264 stanovnika, po čemu je ovaj kraj jedan od najnapučenijih u Hrvatskoj. Ipak u odnosu na prošli popis stanovništva broj stanovnika županije smanjen je za 8,92 %, što je nešto manje od prosjeka Hrvatske (-9,5%). 
Prema popisu stanovnika iz 2021. godine, grad Varaždin s gradskim naseljima ima 43.999 stanovnika. Uže područje grada naseljava 36.384 stanovnika. Prema istom popisu, broj stanovnika po naseljima je ovakav:
- Črnec Biškupečki – 611 stanovnika
- Donji Kućan – 696 stanovnika
- Gojanec – 612 stanovnika
- Gornji Kućan – 1024 stanovnika
- Hrašćica – 1269 stanovnika
- Jalkovec – 1260 stanovnika
- Kućan Marof – 1285 stanovnika
- Poljana Biškupečka – 425 stanovnika
- Varaždin – 36.384 stanovnika
- Zbelava – 433 stanovnika

| broj stanovnika | 11560 | 12188 | 12116 | 13021 | 14931 | 16925 | 17441 | 17112 | 21602 | 23743 | 31243 | 39383 | 45844 | 48834 | 49075 | 46946 | 43782 |
|                 | 1857. | 1869. | 1880. | 1890. | 1900. | 1910. | 1921. | 1931. | 1948. | 1953. | 1961. | 1971. | 1981. | 1991. | 2001. | 2011. | 2021. |

| broj stanovnika | 9699  | 10014 | 9789  | 10410 | 12130 | 13844 | 14123 | 13467 | 17314 | 19341 | 26460 | 34312 | 39545 | 41846 | 41434 | 38839 | 36187 |
|                 | 1857. | 1869. | 1880. | 1890. | 1900. | 1910. | 1921. | 1931. | 1948. | 1953. | 1961. | 1971. | 1981. | 1991. | 2001. | 2011. | 2021. |

## Gospodarstvo
Industrijsko je središte i treći grad po BDP-u (6300 eura) po glavi stanovnika u Hrvatskoj, ispred njega su Rovinj (17.190 eura) i Zagreb (11.240 eura). Najrazvijenije grane industrije su prehrana (Vindija, Koka), građevinarstvo (Cesta (u stečaju), Zagorje-tehnobeton, Hidroing), tekstil (Varteks, VIS), metaloprerađivačka (MIV) i drvoprerađivačka (Mundus).
Dostupnost mineralnih sirovina u Varaždinskoj županiji je ograničena, što može dovesti do nedostatka nekih sirovina i potrebe za njihovim uvozom. Mineralne sirovine su ključne za industriju i gospodarstvo, ali se važnost nekih, poput gline, pijeska i građevnog kamena, često zanemaruje.

## Uprava
Dužnost gradonačelnika obnaša Neven Bosilj od 2021. godine.

## Povijest
U špilji Vindija u Donjoj Voći kod Varaždina pronađeni su najbolje sačuvani ostaci neandertalaca na svijetu, stari oko 30 000 godina.
Prema arheološkim nalazima, područje grada bilo je naseljeno još u rimsko doba, o čemu svjedoče i imena dviju danas postojećih ulica – Via Militum i Via Petovia (današnje ulice Braće Radić i Optujska).

### Srednji vijek
Povijest Varaždina je usko povezana s poviješću srednjovjekovne Varaždinske županije. Postoje pretpostavke da je prije 12. stoljeća postojala plemenska župa Varaždin. Prema sačuvanim izvorima jasno se vidi da su u razvijenom i kasnom srednjem vijeku postojale Varaždinska, Zagorska, Krapinska i Hrašćinska županija, na čiji se teritorij Varaždinska županija s vremenom proširila. Oko 1350. godine, reorganizacijom županija, stvara se velika Varaždinska županija koja je, između ostalih, u svoj sastav uključila i neke susjedne županije. Varaždinska županija se od sredine 14. stoljeća dijelila na manje kotare koji su se većinom podudarali sa starim županijama.
Varaždin se prvi puta spominje 1181. godine. Hrvatsko-ugarski kralj Bela III. je 1194. svome sinu Emeriku (Mirku) povjerio hrvatski prostor na upravljanje, isključivši mlađeg sina Andriju iz sustava vlasti. Andriju je predodredio da ode u križarsku vojnu, a Emerika da postane kraljem. Tada je bilo uobičajeno da stariji sin bude kralj, a mlađi herceg (vladarom hrvatskog prostora iz kraljevske kuće). Uz Varaždin je vezan dio sudbine Hrvatsko-ugarskog kraljevstva početkom 13. stoljeća. Povjesničar Rudolf Horvat je zapisao da se herceg Andrija nadao da će u Hrvatskoj utemeljiti posebnu vladarsku lozu, ali je njegov brat, kralj Emerik (Mirko) oko 1203. za hrvatskog kralja dao okruniti svoga sina Ladislava III. Zbog toga je došlo do borbe između Andrije i Emerika (Mirka). Jedan je hrvatski povjesničar zapisao o tome sudbonosnom trenutku za postanak slobodnog i kraljevskog grada Varaždina:

### Doba turskih osvajanja
Nakon toga Varaždin se razvija kao tipičan srednjovjekovni privilegirani grad, a ubrzo postaje najnapučenijim gradom današnjeg područja kontinentalne Hrvatske (tadašnje Kraljevine Slavonije). Varaždin je bio ne samo sjedištem Varaždinske županije nego i često mjestom gdje su se održavala zasjedanja Sabora. Varaždin je vrlo brzo postao trgovačkim središtem jer se nalazio na križanju važnih srednjovjekovnih cesta koje su spajale Ugarsku s Jadranskim morem, ali i Kraljevinu Slavoniju sa susjednom Vojvodinom Štajerskom. Uz trgovinu ubrzano se počeo razvijati obrt. Prosperitet je trajao sve dok varaždinsku okolicu i sam Varaždin nisu ugrozili Osmanlije. Izgleda da je jedna od najvećih provala Osmanlija na varaždinsko područje bila 1532. godine. Sultan Sulejman I. u ljeto 1532. godine krenuo zauzeti glavni habsburški grad Beč. Na putu mu se kod Kisega uspješno suprotstavio Nikola Jurišić. Sulejman I. je nakon neuspjeha kod Kisega napustio namjeru osvajanja Beča i vraćao se u Osmansko Carstvo. O tome piše povjesničar Rudolf Horvat:
Osmanlije su postupno zauzimali hrvatski prostor, a usporedno s njihovim napredovanjem pojedini su hrvatski plemići tijekom 16. stoljeća kralju davali svoje pogranične utvrde. Sredinom 16. stoljeća je stvoren sustav pograničnih straža i utvrda s posadama financiranim od kralja koji se protezao od rijeka Mure i Drave do Jadranskoga mora. Taj sustav zovemo Vojna krajina ili granica. Uz kralja su, pogranične utvrde od 30-tih godina 16. stoljeća, financirali pretežito staleži pokrajina Štajerske, Kranjske i Koruške, ali i Hrvatski sabor. Između Drave i Save je utemeljena Slavonska krajina koja je kasnije po svom sjedištu Varaždinu dobila ime Varaždinski generalat. Sastojala se od tri natkapetanije: Koprivničke, Križevačke i Ivanić. Time Varaždin postaje važno vojno uporište.
Za zaštitu stanovništva od osmanskih napada se koristio sustav uzbuna koji je ustaljen 1603. prema odlukama Hrvatskog sabora. Dolazak neprijatelja se morao najaviti pucnjavom topova, a svako je s oružjem u ruci morao pojuriti na onu stranu od kuda se čula pucnjava. Zbog zaleđivanja Drave su stanovnici iz obližnjih mjesta morali razbijati led kako Turci Osmanlije i Tatari ne bi mogli prelaziti na hrvatsku stranu. Tatari su u travnju 1603. godine provalili u ovaj kraj gdje su porobili i spalili sva sela između Koprivnice i Vinice.
Mirom na ušću rječice Žitve u Dunav 1606. godine, sklopljenim na dvadeset godina između Osmanskog i Bečkog dvora, zabranjena su sva četovanja i upadi na prekogranična područja. Sve su se hajdučke i dobrovoljačke postrojbe trebale raspustiti, a nijedna strana neće napadati pogranične utvrde, niti smije štititi odmetnike koji se ne drže dogovora utanačenim tim mirom. Stare utvrde su jedna i druga strana smjele popravljati, ali nisu mogle graditi nove. Nakon potpisanog dokumenta o miru provedeno je i razgraničenje zemalja prema stanju zatečenom na terenu. Prema dokumentu o razgraničenju Hrvatska je stekla po prvi puta međunarodno priznatu granicu prema Osmanskom Carstvu. Ta je granica išla rijekom Dravom do Vizvara na mađarskoj strani, istočno od Đurđevca te dalje na jug prema Savi. Ovaj mir je bio preduvjet za oporavak i obnovu šireg područja današnje sjeverozapadne Hrvatske, a posebno su ga uspješno za svoj razvoj iskoristili Varaždinci.

### Uspon Varaždina u 17. i 18. stoljeću
Nakon potpisivanja mira kralj je nagradio bana Tomu Erdödyja za zasluge u ratu i obrani Hrvatskog kraljevstva. Godine 1607. dao mu je varaždinsku utvrdu, posjede oko Varaždina i imenovao ga nasljednim županom varaždinskim.
Varaždin je bio i crkveno sjedište, tj. središte Varaždinskog arhiđakonata Zagrebačke biskupije. Najstariji popis župa Varaždinskog arhiđakonata u ranome novom vijeku je iz 1638. godine. Tada se spominju sljedeće župe (u zagradi su navedeni tadašnji župnici): Sv. Križ u Križovljanu (župnik Nikola Belančić), Sv. Petar u Petrijancu (Juraj Tičić), Sv. Nikola u Varaždinu (Ivan Šantok), Blažena Djevica Marija u Biškupcu (Matija Kos), Sv. Bartolomej u Žabniku – kasnije Bartolovcu (Stjepan Sekirnjak), Sv. Martin u Varaždinskim Toplicama (Martin Lovrečki), Sv. Ilija Obrež (Mihael Senković), Sv. Margareta u Beli – kasnije Margečanu (fra Simon Apolonis), Bl. Marija Magdalena u Ivancu (Pavao Kramarić), Sv. Vid u Vidovcu (Petar Cvetković) i Sv. Marko u Vinici (Petar Jembreković).
Iako je Hrvatski sabor nastojao smanjiti prepreke za trgovinu, dio kojih su bile mitnice, došlo je do osnivanja novih. Grad Varaždin je 25. ožujka 1655. dobio kraljevu povelju za podizanje mitnice u Knegincu ili na rijeci Plitvici. Na zahtjev grofova Emerika i Jurja Erdödyja Hrvatski je sabor 11. kolovoza 1655. spriječio podizanje te mitnice. Gradska općina Varaždina je krajem 17. stoljeća uspjela podignuti mitnicu na Kamenom mostu, a grofovi Erdödy su ponovo, ali ovaj puta neuspješno, pokušali spriječiti njeno podizanje.
Ivan Zakmardi je 1660. osnovao sjemenište u Varaždinu, a da bi mu osigurao opstanak, ostavio mu je razne nekretnine u svojoj oporuci od 17. srpnja 1664. godine. Među nekretninama se navodi vinograd kod Sv. Ilije, a uz to varaždinskom sjemeništu je ostavo inkviline (željare) u Seketinu kod Gornjeg Kneginca. U istom 17. stoljeću grade se isusovački i franjevački samostan, što su jasni pokazatelji gospodarskog i društvenog razvoja Varaždina.
Kada je Hrvatski sabor na zasjedanju u Varaždinu u prosincu 1663. odredio opće novačenje hrvatske vojske, bili su stvoreni preduvjeti za protunapad na Turke. Snage Nikole Zrinskog su početkom 1664. krenule iz Novog Zrina (utvrde izgrađene 1661. na rijeci Muri kod Legrada, srušene 1664.) i lijevom obalom Drave osvojile sve osmanske utvrde te došle do Osijeka. Tamo su spalile veliki most. Nikola Zrinski je od španjolskog kralja kao nagradu za taj čin dobio zlatno runo, dok mu je francuski kralj Luj XIV. darovao novac.
Osmanska vojska je na proljeće 1664. krenula u protunapad. Kod Novog Zrina se nalazio glavni habsburški zapovjednik Raimondo Montecuccoli koji je tijekom lipnja mirno gledao jednomjesečnu opsadu i pad te utvrde. On je čekao da se osmanske snage iscrpe i krenu prema Beču. Na kraju je Montecuccoli pobijedio Osmanlije u bitci kod Monoštra (Szentgotthárd) odnosno Mogersdorfa (Modinaca) na tromeđi današnje Mađarske, Slovenije i Austrije. Nakon te bitke u kolovozu 1664. godine su Osmanlije i Habsburgovci potpisali tajni Vasvárski mir (nazvan po mjestu Vasváru gdje su se održavali pregovori). Mir je bio potpisan na dvadeset godina, Osmanlije su zadržale prostore koje su zauzele, a kralj je povrh toga morao platiti veliku ratnu odštetu. Taj je mir omogući stabilni razvitak Varaždina i zaštitu od Osmanlija. No isti je mir bio jedan od povoda zrinsko-frankapanskoj uroti koja je završila pogubljenjem Petra Zrinskog i Frana Krste Frankapana u Bečkom Novom Mjestu 30. travnja 1671. godine.
Po završetku rata koji je trajao od 1683. do 1699. godine došlo je do oslobađanja od Osmanske vlasti velikih dijelova hrvatskog prostora. Oslobođeni su: Lika, Krbava, dio Korduna, Banovina, Moslavina, Slavonija, Baranja i zapadni Srijem. To je potvrđeno time što su Habsburška Monarhija, Mletačka Republika i Osmansko Carstvo potpisali mir u Srijemskim Karlovcima 1699. godine. Taj je mir za Varaždin značajan jer je zauvijek nestalo osmanske opasnosti za ovdašnje stanovnike, tim više jer su kroz gotovo čitavo 16. i 17. stoljeće postojali kontinuirani upadi manjih pljačkaških skupina Osmanlija koje su ugrožavale sigurnost imovine i stanovništva.
Varaždinska gradska općina je s vremenom stekla brojne posjede i nekretnine, od kojih je dio davala u zakup. Često su stanovnici Varaždinskih Toplica bili zakupnici nekih varaždinskih nekretnina. O tome je publicist i kroničar Branko Svoboda zapisao: "Na Varaždinbregu oni u šumama žire svinje. Bilo je slučajeva, da su varoški senatori i činovnici uzimali varošku zemlju u zakup. Da korupcija bude veća, neki bi od njih svoje španove i sluge dali na dražbe na kojima su se varoške zemlje davale u zakup. Varoška gospoda koja su provodila ovakva uredovanja, častila bi se poslije obavljenih licitacija zajedno s licitantima, dakako, na račun varoške pivnice i varoškog majura." Varaždinska gradska općina je imala velike šumske komplekse na Varaždinbregu. Šume su bile bukove i hrastove, ali je bilo pomiješanog brijesta, javora i crnogorice. U lugovima je bilo meko drveće – topola, jagnjed, joha i sl. U šumama je bilo dosta divljači.
Marija Terezija je nastojala ojačati apsolutnu vlast i jedinstvenu državu. Zbog toga je težila suziti vlast hrvatskog i ugarskog plemstva. Kraljica je 1767. godine osnovala prvu modernu hrvatsku vladu, Hrvatsko kraljevsko vijeće, čije je središte bilo u Varaždinu, a nakon velikog varaždinskog požara 1776. je preseljeno u Zagreb. Varaždin je tako od 1767. do 1776. bio glavni grad Hrvatske, a u njemu se grade brojne palače i javne zgrade koje su sačuvane do danas i daju mu obilježje baroknog grada.

### Razvoj u 19. stoljeću
Kada je 1854. godine donesen plan izgradnje željezničke mreže za Austrijsku carevinu spominje se gradnja pruge Velika Kaniža – Maribor, odnosno dionica Kotorib – Čakovec – Središće. Varaždinci su poveli akciju koko bi i Varaždin bio obuhvaćen privjeskom na željezničku magistralu Beč-Trst. Predložili su liniju: Kaniža – Kotoriba – Prelog – Varaždin – Zavrežje (Saurić) – Ankenstein – Maribor, a podržali su ih Trgovačka komora u Zagrebu i Gospodarsko društvo Hrvatske i Slavonije.
Varaždinci su se uporno borili za izgradnju zagorske željeznice koja bi Varaždin povezala sa Zagrebom. Taj proces je počeo 1861. godine i trebalo je četvrt stoljeća da se realizira. Rješenje za gradnju zagorske željeznice doneseno je nakon seljačkih nemira 1883. godine. Veliki župan varaždinski i vladin povjerenik Ognjeslav Utješenović Ostrožinski ozbiljno se založio za gradnju pruge između Varaždina i Zaprešića. Godine 1884. je Ugarsko-hrvatski sabor donio rješenje o gradnji "Čakovečko-zagrebačke (zagorske) željeznice mjesnog interesa". Uvjeti izgradnje i eksploatacije su se morali ostvarivati prema ugarskom zakonu o vicinalnim željeznicama. Gradnja pruge je trajala od 1885. do 1886. godine. Dio pruge je bio otvoren u rujnu, a ostatak u prosincu 1886. godine.
Varaždinci su se protivili izgradnji željezničke pruge od Varaždinskih Toplica preko Ludbrega do Koprivnice, a zalagali su se za smjer preko Jalžabeta i Ludbrega do Koprivnice. No ta pruga nije bila Varaždinski prioritet. Varaždinci su nastojali potaknuti izgradnju pruge od Golubovca do Krapine jer bi time Varaždin postao glavno željezničko čvorište sjeverozapadne Hrvatske. U obrazlaganju ovih pravaca istaknuli su da bi se realizacijom ovih projekata stvorila jedinstvena transverzala koja bi povezivala Podravinu preko Varaždina s Trstom, tadašnjom najvažnijom austro-ugarskom lukom. Željeznica je doprinijela modernizaciji gospodarstva Varaždina i okolice.
Dakako da je kao i svugdje, a dijelom i u Varaždinu, bilo pristaša "mađaronske" stranke, koji su smatrali da budućnost Hrvatske leži u uskoj vezi s Mađarskom. Bilo je i pravaša koji su smatrali da je perspektiva Hrvatske u samostalnoj i nezavisnoj državi. Kasnije su se pojavili i neki pristaše Hrvatsko-srpske koalicije koji su tražili rješenje u okupljanju Južnih Slavena unutar Austro-ugarske monarhije i stvaranju države Južnih Slavena zajedno sa Srbijom, Crnom Gorom i Bugarskom. Postojale su i druge političke skupine. No, vrhunac političkog života, krajem 19. i početkom 20. stoljeća, nastupa s organiziranjem Hrvatske pučke seljačke stranke predvođene braćom Radić početkom 20. stoljeća, kada se seljaštvo koje je bilo najbrojnije, masovno uključuje u parlamentarni život Hrvatske. Posebno je važno istaknuti vezu između Varaždina i djelovanja Antuna Radića, koji je u ovom gradu jedno vrijeme živio i radio.

### 20. stoljeće
Varaždin u 20. stoljeće ulazi s razvijenim društvenim i gospodarskim životom. Do stagnacije gospodarskih funkcija je došlo nakon Prvoga svjetskog rata. Nakon Drugog svjetskog rata dolazi do daljnjih procesa modernizacije i ubrzane industrijalizacije, ali i osnivanja prvih visokoškolskih institucija. 
Tijekom Domovinskog rata u Varaždinu je bilo jako uporište tzv. JNA, a odlučnim akcijama Hrvatske vojske 1991. oslobođena je varaždinska vojarna od JNA te je time omogućeno naoružanje postrojbi koje su obranile i na kraju odlučnim vojno-redarstvenim akcijama Bljesak i Oluja oslobodile privremeno zauzeta područja Republike Hrvatske. 
U vremenima kad u Bosni nije bilo ugodno biti ni Bošnjak, ni Hrvat Varaždin je grad koji je ugostio najviše muslimana izbjeglica.
U slobodnoj i suverenoj Republici Hrvatskoj, Varaždin je postao sjedište Varaždinske županije (od 1993.) i Varaždinske biskupije (od 1997.). Za Varaždin je posebno značajna 2003. godina kada je otvaranjem suvremene Autoceste A4 od mađarske granice do Zagreba (i dalje prema Rijeci i Splitu) stvoren preduvjet za daljnje gospodarsko jačanje Varaždina i njegovog potvrđivanja kao glavnog središta sjeverozapadne Hrvatske.

## Arhitektura i znamenitosti

### Stari grad
Najveća znamenitost Varaždina je tvrđava zvana Stari grad. Nalazi se na sjeverozapadnom obodu gradske jezgre, a danas je u njoj smješten Gradski muzej Varaždin. Tvrđava se prvi put spominje u 12. stoljeću i vjeruje se da je tada bila sjedište varaždinskih župana. Krajem 14. stoljeća dolazi u vlasništvo grofova Celjskih koji je pregrađuju u gotičkom stilu. Iz tog vremena potječe središnji četverokutni objekt, oko koje su se izvorno nalazile drvene palisade. Najveći zahvat tvrđava doživljava u 16. stoljeću, kada je pregrađena u suvremenu renesansnu fortifikaciju. Za vlasništva Ivana Ungnada, nešto prije 1544. započinje gradnja zidina s kružnim kulama, te oko njih zemljanih bedema i jarka napunjenog vodom. Time ove građevina postaje karakterističan tip utvrde zvan "wasserburg". Pregradnju je radio Domenico dell'Allio, graditelj talijanskog podrijetla koji je djelovao u Štajerskoj. Pod kraj stoljeća varaždinska tvrđava trajno dolazi u ruke mađarsko-hrvatske obitelji Erdödy, koja će na njoj izvesti manje adaptacije u baroknom stilu.

### Crkve i samostani
U Varaždinu je djelovalo nekoliko katoličkih crkvenih redova: kapucini, uršulinke, isusovci i franjevci.
Crkveno graditeljstvo bilo je prisutno u srednjovjekovnom Varaždinu, no danas uglavnom nije sačuvano. Iz doba romanike potječu kameni ulomci pronađeni u današnjoj župnoj crkvi sv. Nikole. Župna je crkva u srednjem vijeku bila glavna sakralna građevina Varaždina, a trg na kojem se nalazi glavni gradski trg. Crkva je u 15. stoljeću pregrađena u gotičkom stilu, a iz toga vremena ostao je sačuvan zvonik.
Velik graditeljski zamah, Varaždin doživljava u doba baroka, dolaskom crkvenih redova u grad. Najprije se podiže isusovačka crkva (1642. – 46.), kao tipična ranobarokna dvoranska crkva s "wandtpfeilerima", unutrašnjim kapelama koje su međusobno razdvojene zidovima. Godine 1650. gradi se i franjevačka crkva sv. Ivana Krstitelja, djelo graditelja Petera Rabbe iz Graza. Obje crkve bogato bogato su opremljene inventarom, zidnim slikama i štukaturama. Gradnju novog franjevačkog samostana (1626. – 32) vodi gradački "Majstor Stephan", dok Jacob Schmerleib iz Leibnitza podiže isusovački samostan (1679. – 91.). U 17. stoljeću u Varaždinu većinom djeluju štajerski graditelji.
Osobito će značajna ostvarenja u baroknoj arhitekturi nastati u 18. stoljeću, redovito od ruku domaćih majstora, ali stranoga podrijetla. Na samom početku stoljeća gradi se kapucinski samostan s crkvom. Jednostavnog arhitektonskog oblikovanja, ovaj će sklop biti vrlo sličan kapucinskim samostanima podignutima u drugim dijelovima Hrvatske. Uz novčanu pomoć carice Marije Terezije podiže se i uršulinski samostan (1715. – 1749.), u sklopu kojeg djeluje i djevojački konvikt. Uz njega je uršulinska crkva (1722. – 29.), jedna od najranijih baroknih crkava u Hrvatskoj s karakterističnim zabatnim zvonikom na pročelju. Nova župna crkva sv. Nikole gradi se sredinom 18. stoljeća prema projektu domaćeg graditelja Šimuna Ignaca Wagnera.
U velikom požaru 1776. stradale su brojne sakralne građevine, a u godinama koje slijede obnovljene su i dograđene u većoj mjeri. Crkvu sv. Florijana (1777.) i crkvu sv. Vida (1778. – 1782.) obnovio je domaći graditelj Ivan Adam Poch, davši im današnji izgled u kasnobaroknom stilu. Kada je 1773. ukinut isusovački red, njihovu su crkvu naslijedli pavlini koji su sagradili novo reprezentativno pročelje s volutnim zabatom. Izgradnja baroknih crkava i samostana znatno će doprinijeti urbanističkoj slici Varaždina, koja će kao takva ostati sačuvana sve do danas.
U 19. stoljeću podižu se crkve u historicističkom stilu, a među njima se ističe pravoslavna crkva sv. Đorđa iz 1884. godine.
*Dodatak:Popis crkava i samostana u Varaždinu

### Franjevačka ljekarna s freskama Ivana Krstitelja Rangera
Uz franjevačku crkvu i samostan, smještene u samom središtu grada, u drugoj polovini 17.st. izgrađeni su tzv. nemoćište (ubožnica) i ljekarna. O gradnji nemoćišta odlučeno je 1662. na sastanku Provincije u Ormožu. Gradnja je trajala od 1678. do 1683.g, a opremanje je potrajalo još nekoliko godina. Ustanova je dobila službeni naziv „Varaždinska infirmaria“. Ljekarna, otvorena za javnost, djelovala je do 1772.g., a nemoćište do 1786.g., te od tada u tome prostoru djeluju druge ustanove i organizacije. Tijekom 20. st. nemoćište i ljekarna služili su kao đačko sjemenište, učenički dom, Odjel za povijest farmacije tadašnje JAZU i Historijski arhiv. Danas je prostor ljekarne u procesu obnove. 
Oko 1750. g. oslikan je svod franjevačke ljekarne. Godina je navedena na oslikanoj kartuši iznad prozorskog otvora. Freske su atribuirane Ivanu Krstitelju Rangeru, ponajboljem baroknom slikaru kontinentalne Hrvatske, iako arhivski dokumenti za sada ne pružaju pouzdane izvore. U središtu stropne freske prikaz je žene u bijelom sa žezlom, pretpostavlja se lik Djevice Marije kao simbol Nebeske ljekarne. Okružuju je maleni anđeli (putti). Na četiri strane šire se prikazi četiri praelementa iz kojih se razvio svijet: zemlja, voda, zrak i vatra. Uz svaki praelement prikazani su personificirani motivi koji ga obilježavaju. Tako su uz figuru elementa zemlje prikazane personifikacije četiri tada poznata kontinenta: Europe, Azije, Afrike i Amerike. Uz njih prikazane su starozavjetne scene koje vode prema središnjem liku Djevice Marije. 
Miješanje profane i sakralne tematike na oslicima ljekarni nije bila rijetkost. Takve primjere moguće je naći u pavlinskoj ljekarni u obližnjem mjestu Lepoglavi, koju je također oslikao Ivan K. Ranger, te u pavlinskoj ljekarni u Olimju (Slovenija).

### Barokne palače
U povijesnoj jezgri Varaždina nalazi se niz plemićkih palača iz baroknog doba. Palače se grade od druge polovice 17. stoljeća sve do početka 19. stoljeća, a podižu ih hrvatske ili udomaćene plemićke obitelji stranog podrijetla. Na glavnom gradskom trgu smještena je palača grofova Drašković, čije je postojanje na tom mjestu zabilježeno još u 16. stoljeću, dok današnja zgrada potječe iz 18. stoljeća. Do nje se nekoć pružala palača Czindery, a s druge strane trga biskupska palača, no obje su srušene krajem 19. stoljeća. Središnja zgrada trga je gradska vijećnica koja je građena u 15. stoljeću, ali je obnovom pročelja 1791. – 93. dobila svoj današnji izgled. Na Franjevačkom trgu nalazi se poznata palača Patačić, koja je dvokatna i ima ugaoni erker te, usprkos svojim malim dimenzijama, vrlo raskošno pročelje s motivima rokaja. U njoj se odvijao bogat društveni život jer su grof Franjo Patačić i njegova žena Katarina ondje organizirali plesove i kazališne predstave. U palači su do danas u nekoliko prostorija sačuvane zidne slike. Zidne slike sačuvane su i u susjednoj palači Varaždinske županije, koja je bila jedna od najvećih baroknih palača ikad sagrađenih u Hrvatskoj. Ondje je u središnjoj dvorani naslikana iluzionistička arhitektura mramornih stupova koji nose kasetirani strop. Palaču je gradio domaći graditelj Jakov Erber.
Na istom se trgu, na sjevernoj strani, nalazi palača Wasserman-Kreuz (1785. – 86.) i palača Herzer (1791. – 95.), obje u stilu kasnobaroknog klasicizma. Zanimljivo je da palaču Herzer nisu podigli plemići već gradski poštar Franjo Herzer koji se obogatio novcem dobivenim na lutriji. No, ubrzo je bankrotirao pa mu je palača oduzeta. U blizini je i palača koju je šezdesetih godina 18. stoljeća sagradio Zagrebački kaptol, a ističe se bogatim pročeljem kojeg krasi motiv Božjeg oka na zabatu. Na Stančićevu trgu, pred nekadašnjim ulazom u Stari grad, nalazi se palača Prašinski-Sermage (17. st.), karakteristična po šarenom pročelju s crno-crvenim medaljonima te raskošnim kamenim stubištem na začelju. Na Trgu slobode smještena je palača obitelji Petković (1767. g) kojoj je u nekom vremenu uklonjen vrlo bogat ulazni portal s obiteljskim grbom.
Izvan gradskih zidina, a danas na rubu gradske jezgre, podignuto je nekoliko palača vrlo ambicioznog arhitektonskog rješenja. Iz šezdesetih godina potječe palača Erdödy-Patačić na Kapucinskom trgu, s pročeljem u duhu rokokoa, te palača Keglević (1774. – 75.), sjeverno od gradskih zidina, djelo graditelja Jakova Erbera. Blizu sjevernog oboda gradske jezgre podignuta je 1760. pavlinska rezidencija, zanimljiv arhitektonski objekt, gotovo centralnog tlocrta, koji u unutrašnjosti ima očuvanim rokoko štukature. S južne je strane gradske jezgre, u Zagrebačkoj ulici smještena palača Patačić-Puttar, koja je nastala spajanjem više gradskih kuća, a današnji je izgled dobila na prijelazu 18. u 19. stoljeće. U njenoj je unutrašnjosti do danas sačuvana vrijedna stolarija – dekorativne zidne obloge i vrata od entarziranog drva, rijedak primjer vrhunskog drvorezbarskog obrta u palačama na tlu Hrvatske. Izvorni interijeri varaždinskih palača uglavnom nisu sačuvani, osim pojedinačnih elemenata unutrašnjeg uređenja.
*Dodatak:Popis baroknih palača u Varaždinu

### Ostale znamenitosti
Od starijih građevina u Varaždinu, postoje ostaci nekadašnjih gradskih zidina – dvije kule, Lisakova kula u Gajevoj ulici i Lančana kuća na Stančićevu trgu. Tu je i renesansna kuća Ritz s arkadama u prizemlju, smještena na uglu Franjevačkog i Trga kralja Tomislava, te Zakmardijevo sjemenište s kraja 17. stoljeća u Habdelićevoj ulici.
Iz 19. i početka 20. stoljeća potječe niz gradskih vila, od kojih je najranija klasicistička vila Mueller u Cesarčevoj ulici, dok se veći broj secesijskih kuća nalazi u Kolodvorskoj ulici. Najznačajnija zgrada historicističkog razdoblja je Hrvatsko narodno kazalište, rađeno prema projektima bečkih arhitekata Fellnera i Helmera, poznatih graditelja kazališta u srednjoj Europi.
U urbanom prostoru Varaždina nalazi se više primjera javne skulpture, od baroknog kipa sv. Ivana Nepomuka, sagrađenog 1767. godine, koji danas stoji u perivoju s južne strane Starog grada, do modernoga Meštrovićeva kipa Grgura Ninskog ispred franjevačke crkve. U dvorištu palače Varaždinske županije smještena je bista carice Elizabete, popularne Sissi, koja se izvorno nalazila u gradskom parku iza HNK.
Važan spoj skulpture i hortikulture jest Gradsko groblje Varaždin, nastalo prema projektu Hermanna Hallera s početka 20. stoljeća, koje se smatra jednim od najljepših u Hrvatskoj. Na njemu su sahranjene brojne hrvatske povijesne ličnosti, poput Miljenka Stančića, Ivana Režeka, Zvonka Milkovića i Franje Košćeca. Groblje je zaštićeno Zakonom o zaštiti spomenika kulture.

## Kultura
Varaždin je, uz Zagreb, najznačajnije kulturno središte sjeverozapadne Hrvatske.

### Muzeji i galerije
Gradski muzej Varaždin osnovan je 1925. godine. Njegovo sjedište sa stalnim postavom je u Starom gradu, a u sklopu muzeja djeluje Entomološki odjel u palači Herzer (Franjevački trg 6) te Galerija starih i novih majstora u palači Sermage (Stančićev trg 3). U gradu djeluje i nekoliko privatnih galerija suvremene umjetnosti.

#### Muzej hrvatskog vatrogastva
Muzej hrvatskog vatrogastva specijalizirani je muzej posvećen prikupljanju, istraživanju, čuvanju i prikazivanju sadržaja vezanog uz razvoj vatrogastva u Hrvatskoj s povijesnog i tehničkog aspekta. Djeluje u sklopu Hrvatske vatrogasne zajednice od 2014. godine, oslanjajući se na zbirku DVD-a Varaždin (iz 1964. godine) i Muzej vatrogastva iz 1994. godine. U svom fundusu sadrži oko 1500 predmeta. Građa je organizirana kroz 10 tematskih zbirki, od kojih je Zbirka vatrogasnih štrcaljki i agregata proglašena kulturnim dobrom. Muzej čuva i vrijedne uspomene na Mirka Kolarića, čija je dugogodišnja predanost bila ključna za oblikovanje hrvatskog vatrogastva. Uz stalni postav za kojeg su zaslužni Vedran Runjić i Miroslav Klemm, Muzej u svojoj ponudi ima i tematske izložbe, kao i bogatu literaturu u sklopu muzejske čitaonice.
Muzej obuhvaća 400 m2 i rasprostire se na dvije etaže. U prizemlju je prikazana tehnička oprema, dok je na katu izložena građa koja se tiče razvoja hrvatskog vatrogastva, kao i prostor koji tematizira Prvi hrvatski vatrogasni zbor u Varaždinu te Hrvatsku vatrogasnu zajednicu.

### Knjižnice
Počeci Gradske knjižnice sežu u 1838. godinu kada je osnovana prva hrvatska „ilirska“ čitaonica, a inicijativu za osnivanje je dao Metel Ožegović sa suradnicima. Godine 1905. započinje s radom knjižnica u sklopu Radničkog kulturno-umjetničkog društva „Sloboda“. Kasnije 1919. Akademsko društvo „Tomislav“ osniva Gradsku pučku knjižnicu smještenu u današnjoj Pavelinskoj ulici br. 8, a od 1945. godine u današnjoj ulici Alojzija Stepinca u prizemlju sjevernog djela zgrade kazališta.
Varaždinska Gradska knjižnica i čitaonica 1947. godine započinje s radom izgrađujući fond na objedinjenim zbirkama navedenih knjižnica. Od 1947. do 1978. godine direktorica Gradske knjižnice bila je Vanda Milčetić. Pored redovne djelatnosti, vrlo brzo brine o različitim vrstama knjižnica iz svog okruženja. Od 1946. započinje osnivanje narodnih knjižnica u naseljima Bartolovcu i Gornjem Kućanu, te nešto kasnije u Knegincu i Jalžabetu. a u razdoblju od 1960. – 1961. opremljeno je 14 knjižnica. Godine 1963. započinje slobodan pristup knjigama. Početkom devedesetih godina 20. st. pokrenuta je kompjuterizacija obrade knjiga, upis korisnika, posudba, pretraživanje po autoru, naslovu, nakladniku, godini, produživanje posudbe te u suradnji s Dankom Tkalcem razvija vlastiti računalni programski paket METEL. U Vili Bedeković od 1958. godine smješten je Odjel za djecu čije uređenje započinje 2003. u prizemlju, a završava s uređenjem 1. kata 2007. godine.
Zavod za znanstveni rad HAZU
Zavod za znanstveni rad HAZU u Varaždinu osnovan je 1983. godine s ciljem poticanja znanstvenih istraživanja u sjeverozapadnoj Hrvatskoj. Osnutak i razvoj Zavoda omogućili su istaknuti pojedinci, među kojima se posebno ističu akademik Andre Mohorovičić, prvi voditelj Zavoda, Ćiril Grabrovec, Ivica Grabar i Franjo Ruža. Inicijativa za osnutak Zavoda povezana je s obilježavanjem 800. obljetnice prvog spomena Varaždina 1981. godine.
Zavod je isprva djelovao u palači Zakmardy, a od 1990. nalazi se u palači Keglević, gdje mu je i danas sjedište. Kroz dugogodišnje djelovanje, u suradnji s brojnim ustanovama, znanstvenicima i istaknutim stručnjacima, priređuje događanja relevantna za znanstvenu zajednicu, a također objavljuje i vlastita izdanja. 

### Kazalište
Kazališne predstave održavale su se u Varaždinu još u 18. stoljeću. Putujuće glumačke družine iz njemačkih krajeva održavale su predstave u privatnim palačama ili pak Lauretanskoj kapeli bivšeg isusovačkog samostana koja je bila namijenjena za tu svrhu. Godine 1768. grof Franjo Patačić kupuje zemljište za gradnju kazališne zgrade na današnjem Stančićevu trgu, ali zbog novčanih neprilika odustaje od te namjere. Za potrebe glumaca i gledatelja uređuje se dvorana u palači Mekovec, te su se u njoj održavale predstave sve do 1873. godine. Gradsko zastupstvo u to vrijeme imenuje Kazališni građevni odbor koji bi razradio sve idejne zamisli o izgradnji suvremenog kazališta. Arhitektu Hermannu Helmeru dodijeljena je prva nagrada za projekt nove kazališne zgrade i 1871. povjerena mu je izvedba. Kazalište je dovršeno 1873. godine, a na svečanom otvorenju 25. rujna 1873. izvedena je Kukuljevićeva drama Poturica. Do 1883. u njemu se glumilo i pjevalo samo na njemačkome jeziku s tek pokojom hrvatskom pjesmom. Hrvatskih je predstava bilo tek prigodom gostovanja zagrebačke opere 1885., zagrebačke drame 1886. i nastupom poznatih glumaca (Adama Mandrovića, Andrije Fijana, Marije Ružičke-Strozzi, Ljerke Šram i drugih).

### Koncerti i festivali
Od poznatih kulturnih događanja, u Varaždinu se održavaju Varaždinske barokne večeri, Špancirfest, Trash Film Festival, te druge kulturne manifestacije. U Varaždinu se također održava i najposjećeniji kazališni festival u Hrvatskoj "Tjedan smijeha", u organizaciji Kerekesh Teatra. 
Kulturno-povijesna atrakcija Varaždina su i Purgari, odnosno Varaždinska građanska garda.
Od 2006. se godine u Varaždinu svake godine održavao festival duhovne glazbe Festival Dobrog pastira, uz iznimku 2016. i 2017. godine.

### Glazbena kultura
Varaždin je suvremenoj hrvatskoj zabavnoj glazbi dao sastav Overflow.

## Turizam
Varaždinska županija i grad Varaždin s dugom kulturno-povijesnom baštinom i poznatim baroknim nasljeđem doprinosi i unaprjeđuje lokalni gospodarski turizam.  
Razvoju turizma grada Varaždina doprinosi položaj državne ceste D-2, poznate pod nazivom „Podravska magistrala”, koja prolazeći kroz veće gradove: Varaždin, Koprivnicu, Viroviticu, Osijek, te brojna mjesta i naselja svojom dužinom od 350 kilometara povezuje Sjeverozapadnu i Istočnu Hrvatsku. Prolazeći uz brojne turističke atrakcije nacionalnog i međunarodnog značaja, vodeći uz Dravu i Muru i prirodne znamenitosti ovog kraja prolazi i kroz zaštićeno područje.
Većina znamenitosti u gradu Varaždinu nalazi se u povijesnoj gradskoj jezgri koja se smatra cjelovitim spomenikom kulture.
U Varaždinu se održavaju manifestacije poput Špancirfesta i Varaždinskih baroknih večeri.
Jedan od povijesnih i kulturnih simbola Varaždina i Varaždinske županije jest Dvorac Trakošćan. Izgrađen u 13. stoljeću, isprva je bio u vlasništvu knezova Celjskih, a u narednim je stoljećima postao vlasništvo Habsburgovaca, Obitelji Drašković, te Republike Hrvatske, u čijem je vlasništvu i danas. Dvor Trakošćan je kompleks koji se sastoji od dvorca, građevina uz dvorac, perivoja i umjetnog jezera okruženog park šumom. U neposrednoj blizini dvorca nalazi se i istoimeni hotel.
Prema istraživanju iz 2016. godine, nedovoljno su razvijeni ruralni i gastroturizam te eno-turizam. Ispitanici su najmanje zadovoljni smještajnim kapacitetima.
Kultura i kulturna baština su, uz školske izlete, najvažniji privlačni čimbenici zbog kojih turisti posjećuju Varaždin i Varaždinsku županiju.
S obzirom da u Varaždinu turisti ostaju u prosjeku 2,2 dana, te se ovaj grad smatra poglavito izletničkim odredištem, neka istraživanja smatraju da bi promocija i ulaganje u eno- i gastro- turizam povoljno utjecali na učestalost i duljinu posjeta Varaždina i njegove županije.
Bogata prirodna i kulturna turistička atrakcijska osnova, koja se u dva milenija razvila na vrelu termomineralne vode Klokot u Varaždinskim Toplicama, omogućuje zdravstveni i kulturni turizam. Osim napretka kulturnog turizma, značajan je i zdravstveni turizam u Varaždinskim toplicama. One se, prema nekim izvorima, ističu kao drugo najvažnije turističko odredište u županiji nakon grada Varaždina.

### Biciklizam
U Varaždinskoj županiji uređene su četiri cestovne biciklističke rute i jedna kombinirana, koja dijelom prolazi neasfaltiranim putevima, a dijelom cestom. Te rute mogu se svrstati u glavne biciklističke pravce R01 i R03, pri čemu R01 povezuje Varaždin s Dubravom Križovljanskom, a R03 Varaždin s Malim Bukovcem. Uz njih, postoji i ruta RO2, koja djelomično prolazi neasfaltiranim terenom. Razvoju cikloturizma doprinosi 710 km duga biciklistička staza, poznata pod nazivom „Dravska biciklistička staza”.
Mrežu biciklističkih ruta upotpunjuju i dvije županijske rute. Ruta "Od dvorca do dvorca" vodi kroz kulturne i povijesne znamenitosti Varaždinske županije, dok "Toplička ruta" vodi do Varaždinskih Toplica, gdje se nalaze najstarije termalne toplice u Hrvatskoj i arheološki ostaci rimskog termalnog kupališta.
Kroz grad Varaždin prolaze dvije važne europske biciklističke rute. Sa zapadne strane, preko Slovenije i grada Maribora, prolazi EuroVelo 9, dok se s istočne strane proteže EuroVelo 13, koja slijedi Slovensko-Mađarsku granicu, prolazi kroz Međimursku županiju te se u blizini Općine Mali Bukovec nastavlja prema Koprivnici.

## Obrazovanje
Osim sedam osnovnih škola, na području grada postoji nekoliko srednjih škola, fakulteti, više i visoke škole, vrlo poznata osnovna i srednja glazbena škola, te centar za obrazovanje djece s posebnim potrebama.

### Osnovne škole
- 1. osnovna škola Varaždin
- 2. osnovna škola Varaždin
- 3. osnovna škola Varaždin
- 4. osnovna škola Varaždin
- 5. osnovna škola Varaždin
- 6. osnovna škola Varaždin
- 7. osnovna škola Varaždin
- Glazbena škola Varaždin
- Centar za odgoj i obrazovanje »Tomislav Špoljar«
- Katolička škola Svete Uršule

### Srednje škole
- Glazbena škola Varaždin
- Prva gimnazija Varaždin
- Druga gimnazija Varaždin
- Graditeljska, prirodoslovna i rudarska škola
- Elektrostrojarska škola
- Medicinska škola
- Strojarska i prometna škola
- Srednja strukovna škola
- Gospodarska škola
- Prva privatna gimnazija s pravom javnosti
- Privatna varaždinska gimnazija Žiger
- Privatna srednja škola Varaždin s pravom javnosti

### Fakulteti
Sveučilište Sjever:
- Odjel za ekonomiju
- Odjel za elektrotehniku
- Odjel za fizioterapiju
- Odjel za geodeziju i geomatiku
- Odjel za glazbu i medije
- Odjel za graditeljstvo
- Odjel za mehatroniku
- Odjel za multimediju
- Odjel za odnose s javnostima
- Odjel za sestrinstvo
- Odjel za strojarstvo
- Odjel za tehničku i gospodarsku logistiku

Sveučilište u Zagrebu:
- Fakultet organizacije i informatike u Varaždinu
- Geotehnički fakultet u Varaždinu
- Tekstilno-tehnološki fakultet u Zagrebu, studijska jedinica u Varaždinu

Sveučilište Josipa Jurja Strossmayera u Osijeku (Ekonomski fakultet Osijek – stručni studij Varaždin):
- Računovodstvo

### Glazbena škola
Pod utjecajem srednjoeuropskih kulturnih središta Graza, Beča i Budimpešte 1828. godine u Varaždinu je osnovana Glazbena škola, isprva kao dio godinu dana ranije nastalog Glazbenog društva. Tijekom 19. stoljeća Škola je doživjela nekoliko kraćih prekida rada zbog nedostatka sredstava, političkih prilika te pomanjkanja stručnog kadra. Najduži prestanak njezinih aktivnosti nastupio je 1915. godine uslijed Prvog svjetskog rata, a nastavljene su tek 1936. na inicijativu pijanistice Marije Štanjek i glazbenica oko nje. Za razvoj Škole važno je bilo dobivanje statusa glazbene škole za srednje glazbeno obrazovanje 1952. godine od Republičkog Ministarstva, što je bio poticaj za uvođenje novih programa i smjerova u suradnji s orkestrom gradskog kazališta. Godine 1992. potvrđen je status Glazbene škole kao ustanove koja nudi vrtićko, osnovno i srednje obrazovanje prema programima koje je odobrilo nadležno ministarstvo. Više je puta mijenjala svoju adresu boraveći u neadekvatnim prostorima, dok se konačno nije smjestila u Palaču Erdödy 2002. godine.
U školi se provodi edukacija sviranja na folklornim, klasičnim i povijesnim instrumentima. Veliku novost predstavljalo je uvođenje poduka sviranja na tradicionalnim instrumentima harmonici i tamburici, a također je prva na području Hrvatske kao jedan od glavnih predmeta ponudila orgulje.
Škola je snažno orijentirana prema obrazovanju budućih umjetnika za javne izvedbe, kao i popularizaciju glazbene kulture, naročito među djecom. Njeguje suradnju s drugim glazbenim školama te ostalim kulturnim i društvenim institucijama.

## Sport
- nogomet: NK Varteks, NK Varaždin, NK Sloboda, NK Mladost, VGŠK, VŠK, Drava, Varaždinec, Željezničar, Slavija, Zagorac, Plitvica
- rukomet: RK Varaždin, GRK Varaždin 1930, ŽRK Koka
- košarka: KK Vindi
- odbojka: OK Varaždin, OK Kitro Varaždin[49]
- tenis: TK Varteks, Varaždin 1181 – Igrec, STK Varaždin
- bejzbol: BK Vindija
- KK Varteks
- hokej na ledu: "KHL Varaždin"
- hrvanje: hrvački klub Vindija, Varteks
- vaterpolo:vaterpolo klub Varaždin 1181
- badminton: badminton klub KAJ
- biciklizam: biciklističko društvo Sloga
- trčanje:trkački klub Marathon 95 Varaždin
- paintball: paintball centar Drava
- paintball: paintball team Varaždin
- pikado: Pikado klub Barfly
- sportski ples: Športski plesni klub Harmony Varaždin i Plesni studio Takt Varaždin
- savate box: savate box Omega, savate klub Varaždin
- streličarstvo: Varaždinski streličarski klub
- džiju-džicu: BJJ Varaždin
- karate: karate klub Varaždin
- taekwondo: taekwondo klub Varaždin
- atletika: AK Sloboda (1932.)[50]
- sportsko-penjanje: SPK TopOut, SPK Vertikal
- disc golf: DGK Lagoda, DGK Varaždin

Održavaju se popularne trkačke utrke: Novogodišnja utrka u Varaždinu, s tradicijom od 1977. godine prva je utrka u svijetu koja počinje točno u ponoć na prijelazu iz Stare u Novu godinu te Varaždinski polumaraton od 1995.
Održava se stolnoteniski turnir Croatia Open koji je dugi niz godina bio dio ITTF World Toura. Međunarodni turnir Croatia Open u savateu koji se održava od 2013. bio je dio Svjetskog kupa u savateu za klubove (World Savate Club Cup) 2017. – 2019.

## Poznate osobe
- Vjekoslav Rosenberg-Ružić, skladatelj, dirigent i glazbeni pedagog
- Pavle Goranin Ilija, učesnik narodnooslobodilačke borbe i Narodni Heroj Jugoslavije
- Mirko Breyer, bibliofil, knjižar-nakladnik, antikvar i osnivač prvog znanstvenog antikvarijata u Hrvatskoj
- Ladislav Rakovac, liječnik internist, zaslužan za unaprjeđenje javnoga zdravstva u Hrvatskoj
- Miroslav Šicel, akademik HAZU
- Slavko Brankov, dramski glumac
- Alojz Jembrih, znanstvenik
- Matija Jeremitz, hrvatski graditelj orgulja
- Tomislav Lipljin, dramski glumac i kajkavski književnik
- Ivan Padovec, gitarist i skladatelj
- Ivo Režek, slikar i karikaturist
- Istok Rodeš, skijaš
- Karolina Šprem, tenisačica
- Miljenko Stančić, slikar
- Anica Vranković, slikarica i likovna pedagogica
- Gregur Kapucinski
- Ferdinand Konščak, isusovac i istraživač
- Branko Vodnik
- Branko Ivanković, nogometni trener
- Gabrijela Horvatova, operna pjevačica, glumica[53]
- Vatroslav Jagić, jezikoslovac i slavist
- Zdenka Weber, muzikologinja
- Tonka Kulčar-Vajda, tografkinja
- Pero Pirker, političar
- Dubravka Vukalović Vlahek, pijanistica
- Marko Rog, nogometaš
- Ivan Kukuljević Sakcinski, povjesničar, književnik i političar
- Bonaventura Ćuk, katolički svećenik, franjevac, hrvatski pjesnik, polihistor, filozof, zoolog, nastavnik
- Lipharda Horvat, katolička redovnica, sestra milosrdnica, žrtva jugoslavenskog komunističkog režima
- Stanko Lazar, kulturni djelatnik
- Ivan Sangilla, nakladnik i tiskar, utemeljitelj tiskarstva i nakladništva u Varaždinu
- Marijan Mlinarić, hrvatski ministar unutarnjih poslova, kirurg
- Ljiljana Bogojević, glumica
- Ljubomir Kerekeš, kazališni, televizijski i filmski glumac
- Jan Kerekeš, kazališni, televizijski i filmski glumac
- Stjepan Pethő, predavač na inoz. učilištima u ranom novom vijeku
- Andrija Makar, predavač na inoz. učilištima u ranom novom vijeku
- Velimir Bujanec, novinar i televizijski voditelj
- Robert Hranj, admiral i zapovjednik Glavnog stožera oružanih snaga
- Pjerino Hrvaćanin, koreograf
- Stephan Lupino, fotograf, kipar i slikar
- Dragutin Drk, poduzetnik
- Robert Herjavec, poduzetnik, ulagač
- Ernest Fišer, književnik

## Gradovi prijatelji
Odlukama Gradskog vijeća Grada Varaždina odnosi prijateljstva i partnerstva uspostavljeni su sa sljedećim gradovima:
- Montale (Italija)
- Trnava (Slovačka)
- Ravensburg (Njemačka)
- Bad Radkersburg (Austrija)
- Ptuj (Slovenija)
- Koblenz (Njemačka)
- Kumanovo (Makedonija)
- Auxerre (Francuska)
- Zalaegerszeg (Mađarska)

## Vanjske poveznice
- Službene stranice grada Varaždina
- Gradske ustanove

|  | Portal Hrvatske: pristup člancima s tematikom o Hrvatskoj |